# 阿座上洋平
阿座上 洋平（あざかみ ようへい、1991年8月7日 - ）は、日本の男性声優。群馬県出身。青二プロダクション所属。旧芸名は細野 洋平（ほその ようへい）。

## 略歴
『攻殻機動隊』を見て登場キャラクターが皆渋くてかっこよく「自分もそんなお芝居がしたい」と思い、声優を目指した。
青二塾東京校31期卒業。
ジュニア所属時の2012年1月25日より芸名を「細野洋平」から「阿座上洋平」に改名した。「阿座上」は母の旧姓に由来する。
2016年、『クロムクロ』の青馬剣之介時貞役で初主演。
2024年1月1日、自身のXにて同じ事務所に所属する大和田仁美と結婚したことを報告。
同年3月、『機動戦士ガンダム 水星の魔女』のグエル・ジェターク役で注目を集めたことから、第18回声優アワードにて助演声優賞を受賞した。

## 人物
趣味はカラオケ、音楽鑑賞、映画鑑賞、バスケットボール。
女子プロレスラーの桐生真弥は高校演劇部時代の後輩。
好きな言葉は「自由」。

## 出演
太字はメインキャラクター。

### テレビアニメ
2011年
- ギルティクラウン（生徒、男子）
- ONE PIECE（2011年 - 2023年、海賊、兵士、魚人、シャーロット・レザン、一美 他）

2012年
- ガッ活!（2012年 - 2013年、ヒロシ、チャラ男、店員） - 2シリーズ
- 聖闘士星矢Ω（2012年 - 2013年、生徒A、マーシアン6、バンドメンバー、パラサイト（雑兵）、鋼鉄聖闘士 他）
- 戦国コレクション（米人間、不良）
- 探検ドリランド（子分）
- ちびまる子ちゃん（2012年 - 2017年、沢井のお父さん、工藤さん 他）
- BRAVE10（忍者、手下）
- もやしもん リターンズ（アナウンス）

2013年
- イクシオン サーガ DT（大臣）
- 京騒戯画（白服達、鏡都の住人）
- ゴールデンタイム（2013年 - 2014年、四年先輩、四年先輩A、先輩男子C）
- 探検ドリランド -1000年の真宝-（左官職人ハンター、モンスター兵、キングバシャタ、宿場の主人）
- ローゼンメイデン（新アニメ）（学生、男子学生、劇団員）

2014年
- オレカバトル（狂戦士ラクシャーサ、魔王アズール）
- それでも世界は美しい（黒装束）
- ディスク・ウォーズ:アベンジャーズ（2014年 - 2015年、少年、ヒドラ兵、シールド隊員、男子学生、強盗A 他）
- 東京レイヴンズ（祗魔官）
- ノーゲーム・ノーライフ（民衆）
- 名探偵コナン（2014年 - 2021年、機動隊員、石川拓人）
- モモキュンソード（村人、武者A）
- ワールドトリガー（2014年 - 2015年、先生、新人隊員、C級隊員、隊員）

2015年
- Charlotte（教師A、男子生徒八木沼、監視員B、翻訳能力のアフロ）
- 純潔のマリア（傭兵2、槍兵）
- 戦国無双（家臣B、村人B、真田丸の兵B、豊臣兵B、伊達兵）
- 美男高校地球防衛部LOVE!

2016年
- クロムクロ（青馬剣之介時貞）
- ツキウタ。 THE ANIMATION（男性アナウンス）

2017年
- ピアシェ〜私のイタリアン〜（近野桐秀）
- 正解するカド（市民）
- ようこそ実力至上主義の教室へ（2017年 - 2024年、橋本正義） - 3シリーズ

2018年
- 七つの大罪 シリーズ（2018年 - 2021年、デスピアス） - 3シリーズ
- 博多豚骨ラーメンズ（狩村）
- タイムボカン 逆襲の三悪人（ジョン）
- アンゴルモア 元寇合戦記（銀七）

2019年
- エガオノダイカ（ガイ・マーレイ）

2020年
- プランダラ（阿久井玄治）
- 新サクラ大戦 the Animation（神山誠十郎）
- GETUP! GETLIVE! ＃げらげら（喜多見蓮）
- やはり俺の青春ラブコメはまちがっている。完（秦野）
- パズドラ（新八）
- 100万の命の上に俺は立っている（用心棒）

2021年
- ゴジラ S.P ＜シンギュラポイント＞（佐藤隼也）
- 白い砂のアクアトープ（屋嘉間志空也）
- D CIDE TRAUMEREI THE ANIMATION（織田龍平）
- 新幹線変形ロボ シンカリオンZ（2021年 - 2022年、カンナギ）

2022年
- ラブオールプレー（榊翔平）
- それでも歩は寄せてくる（田中歩）
- 新テニスの王子様 U-17 WORLD CUP（2022年 - 2024年、ミハエル・ビスマルク） - 2シリーズ
- 神クズ☆アイドル（伯方ホマレ）
- 異世界薬局（ピエール）
- デュエル・マスターズ WIN（2022年 - 2024年、プリンス・カイザ） - 2シリーズ
- 機動戦士ガンダム 水星の魔女（2022年 - 2023年、グエル・ジェターク、ダイジェストナレーション） - 2シリーズ
- ぼっち・ざ・ろっく!（バンドマン、お客さん）
- VAZZROCK THE ANIMATION（折原大雅）
- 虫かぶり姫（アーヴィン・オランザ）
- 勇者パーティーを追放されたビーストテイマー、最強種の猫耳少女と出会う（ジレー・ストレガー）

2023年
- ツルネ -つながりの一射-（大田黒賢有）
- 文豪ストレイドッグス（末広鉄腸） - 2シリーズ
- 『FLAGLIA』〜なつやすみの物語〜（テツ）
- 不滅のあなたへ（アノ）
- ライザのアトリエ 〜常闇の女王と秘密の隠れ家〜（ボオス・ブルネン）
- ダークギャザリング（愛依の兄）
- め組の大吾 救国のオレンジ（長谷部）
- 鴨乃橋ロンの禁断推理（2023年 - 2024年、鴨乃橋ロン） - 2シリーズ
- ビックリメン（フッド）
- 『ヒプノシスマイク-Division Rap Battle-』Rhyme Anima +（スクーロ、公魚悟）
- Dr.STONE（2023年 - 2025年、松風） - 3シリーズ

2024年
- 外科医エリーゼ（リンデン・ド・ロマノフ）
- 勇気爆発バーンブレイバーン（ルイス・スミス）
- スナックバス江（山田）
- 治癒魔法の間違った使い方（ネロ）
- 忘却バッテリー（藤堂葵）
- 鬼滅の刃 柱稽古編
- デリコズ・ナーサリー（キース）
- 多数欠（テツ）
- 転生したらスライムだった件（ミューゼ）
- 青のミブロ（2024年 - 2025年、土方歳三）
- 村井の恋（小林茶利）

2025年
- ギルドの受付嬢ですが、残業は嫌なのでボスをソロ討伐しようと思います（シュラウド）
- あらいぐま カルカル団（コミカル）
- クレバテス-魔獣の王と赤子と屍の勇者-（ムド）
- その着せ替え人形は恋をする Season 2（若頭）
- 美男高校地球防衛部ハイカラ!（乳頭左門）
- 神椿市建設中。（あぐに）
- ふたりソロキャンプ（滝川彰人）
- ウィッチウォッチ（藤木累）
- DIGIMON BEATBREAK（沢城キョウ）

2026年
- 勇者刑に処す 懲罰勇者9004隊刑務記録（ザイロ・フォルバーツ）
- 拷問バイトくんの日常（ヒュー）
- 透明男と人間女〜そのうち夫婦になるふたり〜（透乃眼あきら）

時期未定
- エリスの聖杯（ランドルフ・アルスター）

### 劇場アニメ
- 劇場版 魔法少女まどか☆マギカ[新編] 叛逆の物語（2013年、男子生徒）
- 交響詩篇エウレカセブン ハイエボリューション1（2017年、家族A）
- ドラゴンボール超 ブロリー（2018年、リーク）
- 劇場版 美少女戦士セーラームーンEternal（2021年、ゼノタイム）
- 劇場版 ソードアート・オンライン -プログレッシブ- 星なき夜のアリア（2021年）
- あんさんぶるスターズ!!-Road to Show!!-（2022年、天城燐音）
- 劇場版 ソードアート・オンライン -プログレッシブ- 冥き夕闇のスケルツォ（2022年、ウルフギャング[58]）
- THE FIRST SLAM DUNK（2022年、安田靖春）
- 劇場版 イナズマイレブン 新たなる英雄たちの序章（2024年、桜咲丈二[59]）
- 劇場版 鬼滅の刃 無限城編 第一章 猗窩座再来（2025年、野口）

### OVA
- カガクなヤツら（2013年、生物B）※コミックス第4巻オリジナルアニメBlu-ray付き予約限定版
- 翠星のガルガンティア（2013年、船員）※Blu-ray BOX 3収録OVA

### Webアニメ
2010年代
- 美少女戦士セーラームーンCrystal（2014年、男子生徒）
- 神酒ノ尊-ミキノミコト-（2018年 - 2019年、れいざん）
- ケンガンアシュラ（2019年、イワン・カラエフ） - 2シリーズ

2020年代
- 攻殻機動隊 SAC 2045（2020年、矢口サンジ）
- しゃばけ（2021年、佐助）
- ガンダムブレイカー バトローグ（2021年、マハラ・ケンタロウ / 仮面の男）
- アグレッシブ烈子（2021年、ヒムロ、ジロウ、井狩）
- スプリガン（2022年、ジャン・ジャックモンド）
- 七つの大罪 怨嗟のエジンバラ（2022年 - 2023年、デスピアス）
- ディズニー ツイステッドワンダーランド ザ アニメーション（2025年、円満雄剣）

### ゲーム
2012年
- モンスター烈伝 オレカバトル（ラクシャーサ、アズール）
- 新・剣と魔法と学園モノ。刻の学園
- オール仮面ライダー ライダージェネレーション2 / レボリューション（2012年 - 2016年、仮面ライダーシン、仮面ライダーG3-X） - 2作品
- 真・北斗無双（フォックス）

2013年
- 仮面ライダー バトライド・ウォー（2013年 - 2016年、アルビノジョーカー、仮面ライダーG3-X） - 3作品
- テイルズ オブ ハーツ R
- マブラヴ オルタネイティヴ トータル・イクリプス

2014年
- あやかしごはん（景墨）
- 仮面ライダー サモンライド!
- スーパーヒーロージェネレーション（アークボガール、マンティコア、バハムート、XVII ワンセブンフォーメーション）
- スーパーロボット大戦シリーズ（2014年 - 2019年、一般兵） - 4作品

2015年
- 英雄伝説 空の軌跡 FC Evolution（レイス）
- 龍が如く0 誓いの場所
- ワールド エンド エクリプス（チョップス）

2016年
- イースVIII -Lacrimosa of DANA-（フランツ、キャプテン・リード）
- 戦国無双 〜真田丸〜（佐助）
- 文豪とアルケミスト（吉川英治）
- Magical Stone（ハヤブサ）
- 黎明学園生徒会〜天魔の末裔と禁断の果実〜（雨宮シュウイチ）

2017年
- 夢王国と眠れる100人の王子様（ドライ〈2代目〉）
- マジカルデイズ The Brats’ Parade（ブライアン）
- 恋愛プリンセス〜ニセモノ姫と10人の婚約者〜（トレバー＝ローズ）
- CARAVAN STORIES（ザクドル）

2018年
- 刀剣乱舞 ONLINE（2018年 - 2024年、静形薙刀）
- 快感♥フレーズ CLIMAX -NEXT GENERATION-（篠宮聖司）
- クイズマジックアカデミー ロストファンタリウム（村人〈男〉）

2019年
- Op8♪（和泉八雲）
- JUMP FORCE（ヴェノムズ）
- スーパーロボット大戦DD（2019年 - 2025年、ディド / ディーダリオン / ディーダリオン・ザアム、青馬剣之介時貞、ルイス・スミス）
- ライザのアトリエ 〜常闇の女王と秘密の隠れ家〜（ボオス・ブルネン）
- ぷよぷよ!!クエスト（神山誠十郎）
- 新サクラ大戦（神山誠十郎）
- スーパーロボット大戦X-Ω（神山誠十郎）
- ブレイドエクスロード（ジーク）

2020年
- ラクガキ キングダム（ザカルド・ブロー）
- あんさんぶるスターズ!! Basic / Music（2020年 - 2024年、天城燐音） - 2作品
- チェインクロニクル3（神山誠十郎）
- VALIANT TACTICS（ディルク）
- キャプテン翼 RISE OF NEW CHAMPIONS（ガブリエル・ガルバン）
- ライザのアトリエ2 〜失われた伝承と秘密の妖精〜（ボオス・ブルネン）
- ホーンテッド・オバケストラ（アレクサンダー）
- とある魔術の禁書目録 幻想収束（服部半蔵）

2021年
- 戦国無双5（山中鹿介）
- 月姫 -A piece of blue glass moon-（ミハイル・ロア・バルダムヨォン）
- MELTY BLOOD: TYPE LUMINA（2021年 - 2022年、ミハイル・ロア・バルダムヨォン）
- D CIDE TRAUMEREI（織田龍平）
- スーパーロボット大戦30（ディーダリオン 他）
- ときめきメモリアル Girl's Side 4th Heart（七ツ森実）
- 逆転オセロニア（ぬらりひょん）

2022年
- ポケモンマスターズEX（ゴヨウ）
- ラディアンテイル（イーオン）
- デジモンサヴァイブ（富永リョウ）
- 機動戦士ガンダム アーセナルベース（2022年 - 2025年、グエル・ジェターク）
- LINE: ガンダム ウォーズ（グエル・ジェターク）

2023年
- グランブルーファンタジー（パラシュラーマ）
- モンスターストライク（グエル・ジェターク）
- ライザのアトリエ3 〜終わりの錬金術士と秘密の鍵〜（ボオス・ブルネン）
- 共闘ことばRPG コトダマン（ユグーデリアン、末広鉄腸、ボコリュウ）
- テイルズ オブ ザ レイズ リコレクション（セイリオス・キャフトル）
- 9 R.I.P.（狐春）
- ラディアンテイル 〜ファンファーレ！〜（イーオン）
- Shadowverse（アシュレイ）

2024年
- 泡沫のユークロニア（石蕗）
- 廻らぬ星のステラリウム（ジーク）
- 百英雄伝（マールリッジ）
- 機動戦士ガンダム エクストリームバーサス2（2024年 - 2025年、グエル・ジェターク） - 2作品
- ライドカメンズ（海羽静流 / 仮面ライダーSIZ）
- Fate/Samurai Remnant（逸れのライダー / 趙雲） - DLC追加キャラクター
- 聖剣伝説 VISIONS of MANA（シェイド）
- ファミコン探偵倶楽部 笑み男（久瀬誠）
- Honey Vibes（フィン）

2025年
- 崩壊:スターレイル（モーディス）
- 真・三國無双 ORIGINS（曹操）
- パズル&ドラゴンズ（グエル・ジェターク）
- SDガンダム GGENERATION ETERNAL（グエル・ジェターク）
- OVER REQUIEMZ（カイゼ・オズマ）
- グルーヴコースター フューチャーパフォーマーズ（エルンスト・シュトルム）
- スーパーロボット大戦Y（グエル・ジェターク）
- イナズマイレブン 英雄たちのヴィクトリーロード（桜咲丈二）

2026年
- ハンサムロンダリング -the mystic lover-（月城葦夜）

### ドラマCD
- GETUP! GETLIVE! Steam Rising（2019年、喜多見蓮）
- 神神化身-Dance and Music for KAMI- 闇夜衆 舞奏曲集・壱（2020年、萬燈夜帳）
- VAZZROCK COLORシリーズ [-YELLOW-] Yellow belly（2020年、折原大雅）
- ヒプノシスマイク -Division Rap Battle- 2nd D.R.B Fling Posse VS MAD TRIGGER CREW（2021年、頸木）
- 神神化身-Dance and Music for KAMI- 闇夜衆 舞奏曲集・弐（2021年、萬燈夜帳）
- Live us vol.1〜vol.6（2021年、霊令凰[115]）
- 機動戦士ガンダム 水星の魔女 スペシャルドラマCD（2023年、グエル・ジェターク[116]） - Blu-ray特装限定版封入特典

### BLCD
2015年
- 君色ストーリア Season1 〜片想いの恋〜（武田龍之介）

2018年
- きみは皮肉なキラキラ星（須藤仁）

2019年
- 嫌いじゃないけど人間てコワイ!!（蒼谷英人）
- リンク アンド リング（藤司）

2020年
- オールドファッションカップケーキ（2020年 - 2021年、外川）
  - オールドファッションカップケーキ with カプチーノ

- プッシーキングさまの悪癖（アミル）

2021年
- 愛されたがりのサーフェイス（要）
- 恋愛なんてゆるしません（藤堂）
- 食べてもおいしくありません（2021年 - 2023年、七生の兄〈七生一悟〉）
  - 食べてもおいしくありません2

- おすわり、よくできました（支倉秀士）
- ディレイル（ハル）
- とろけるくちびる more melty（瀬戸）

2022年
- ヒーリングパラドックス（黒岩直斗）
- 夜はともだち（真澄）
- 路地裏プッシーキャット（玖珂綺史）
- 「男子高校生、はじめての」第14弾 先輩を好きでいていいですか?（四葉康宏）
- 甘くて熱くて息もできない（2022年－2024年、枇々木理央）
  - 甘くて熱くて息もできない ミニドラマCD ダリア 2022 12月号付録
  - 甘くて熱くて息もできない2 ミニドラマCD ダリア 2023 10月号付録
  - 甘くて熱くて息もできない3

- 甘えたい獣（源潤太）
- 地雷系男子すずくん（笹室藍士）
- この手を離さないで（2022年－2024年、一条晴斗）
- この手を離さないで2
- 調教上司（金岡雅喜）
- つむぎくんのさきっぽ（宇喜田煌成）

2023年
- いけにえもんぜんばらい（白蛇）
- 夜画帳 ※4巻アニメイト限定セットミニドラマCD付（チファ）
- おやすみ、いとしい小鳥さま（シュウ）
- レンタル彼氏のお尻をご指名（環侑久）
- 躾けてとかして暴いて愛でて（和仁塚愛）
- 純情で何が悪い（奥村諒太）
- 好きって言ったのお前だろうが！（大前鷹雄）
- なんかもうあーあって感じ。（多田健吾）
- 愛飢え、もっと。1（神代頼凪）
  - 愛飢え、もっと。ミニドラマCD ダリア 2024 2月号付録

2024年
- 君の夜に触れる（榊千夏）
- パーフェクトアディクション（久慈明仁）
- 憐れなβは恋を知らない 1（2024年 - 2025年、伊勢崎凌介）
  - 憐れなβは恋を知らない 2

- はだしの天使（ターナー）
- オフィスの豹（地味井ゆうきち）
- かわいいけどかわいくない（柊伊吹）
- アフター・ミッドナイト・スキン vol.1（2024年 - 2025年、犀川雷）
  - アフター・ミッドナイト・スキン vol.2

- ビタープレイメイト（葛城宝）
- ペティグリー1（虎斧摩宗）
- コワモテの隣人がΩだった時の対処法（宮永龍之介）
- 兄弟制度のあるヤンキー学園で、今日も契りを迫られてます（本堂勇緋）
  - 兄弟制度のあるヤンキー学園で、今日も契りを迫られてます 4巻ドラマCD付

- 翻弄系小説家とのロマンスについて（八神爽）
- ドメスティックビースト（大庭壱真）
- ヒズ・リトル・アンバー（琥士郎）
- 濡れ肌にキス（安東壱志）

2025年
- フェロモホリック（冬馬光）
- 后宮のオメガ（ハーリド）

### ラジオドラマ
- 「花の慶次〜雲のかなたに〜」“琉球の章”（2013年）

### デジタルコミック
- 悪役令嬢と鬼畜騎士（2022年、ルカス・ヘアプスト）[121]
- となりのワカゾー（2023年、干潟）[122]
- 朝まで延長希望です（2023年、日高良平）[123]
- 美人すぎる女装刑事 藤堂さん（2023年、三上）[124]
- 今日もハジメ先輩が好きすぎる（2023年、ハジメ先輩）[125]
- 勇者の俺様が魔導士なんかに!（2023年、レオ）[126]
- ダブルセクション（2024年、高橋[127]）

### オーディオドラマ
- バイバイ人類（2016年、佐藤[128]）
- 恋が暴走する惑星 ずっとずっと大好きだし（2022年、成瀬拓海[129]）
- 燈の守り人～幻想夜話～（2023年、犬吠埼灯台[130]）
- ブサ猫に変えられた気弱令嬢ですが、最恐の軍人公爵に拾われて気絶寸前です（2023年、ラインハルト侯爵） - アニメイトもしくはAmazonのコミックス購入特典[131]
- 宮廷魔術師の婚約者 書庫にこもっていたら、国一番の天才に見初められまして!?（2025年、クイン[132]） - 3巻発売記念PV

### ボイスコミック
- 凍堂くんちのメイドショタ（2025年、凍堂廉之助[133]）

### オーディオブック
- 「心が軽くなる哲学の教室」より
  - アリストテレス「人間関係が苦手なあなたに」〜哲学の教室 Part2〜（2012年、ナレーション〈朗読〉）
  - パスカル「悩み続けるあなたに」〜哲学の教室 Part2〜（2012年、ナレーション〈朗読〉）
  - ロック「なかなか行動できないあなたに」〜哲学の教室 Part2〜（2012年、ナレーション〈朗読〉）
- また、同じ夢を見ていた（2017年、しんたろう先生[134]）
- 浮雲心霊奇譚 赤眼の理（2020年、ナレーション（朗読）[135]）
- invert II 覗き窓の死角（2023年、槙野怜苑[136]）

### 映像商品
- あんさんぶるスターズ!!ユニットソングCD ALKALOID & Crazy:B リリースライブ 〜Kiss of Party〜（2021年4月28日）[137]

### 吹き替え

#### 映画
- 明日への地図を探して（マーク〈カイル・アレン〉）
- イレイザー: リボーン（メイソン・ポラード〈ドミニク・シャーウッド〉[138]）
- ドリヴン（ジミー・ブライ〈キップ・パルデュー〉）※配信版
- ハロウィン THE END（コーリー・カニンガム 〈ローハン・キャンベル〉）
- フィアー・ストリート Part 2: 1978（トミー・スレイター）

#### ドラマ
- ウィンクス・サーガ: 宿命（スカイ）
- ヴィンチェンツォ（チャン・ジュヌ〈オク・テギョン〉[139]）
- 逆賊-民の英雄ホン・ギルドン-（ホン・ギルドン 〈ユン・ギュンサン〉）※テレビ東京版[140]
- サンドマン（ディザイア）
- ビクトリアス（ブレイデン）
- 不滅の恋人（イ・フィ / ウンソン大君〈ユン・シユン〉[141]）
- 社内お見合い（カン・テム〈アン・ヒョソプ〉）
- ザ・リクルート（オーウェン・ヘンドリックス〈ノア・センティネオ〉[142]）
- ウィンチェスターズ（ジョン・ウィンチェスター〈ドレイク・ロジャー〉[143]）
- シリアルキラーの妻（トム〈ジャック・ファーシング〉[144]）

#### アニメ
- 転生宗主の覇道譚 〜すべてを呑み込むサカナと這い上がる〜（2025年、蘇暮川〈スー・ムーチュワン〉[145][初出 12]）

### ナレーション
オーディオブックのナレーション作品は#オーディオブックの節を参照。

#### テレビ番組
- めしばな刑事タチバナ（オープニング、テレビ東京）
- 昼めし旅 〜あなたのご飯見せてください!〜（テレビ東京）
- ゲームクラブ eスポーツMaX（TOKYO MX）
- 愛され女と独身有田〜運命を変える婚活TV〜（日本テレビ）
- ひらがな推し（テレビ東京）
- 日向坂で会いましょう（テレビ東京）
- 遊戯配信 e-Strangers（TOKYO MX）
- 有働由美子とフカボリ記者（日本テレビ）
- 推しといつまでも（MBSテレビ）

#### その他
- バンチャくんの“かってに”バンチャ番付（ナレーション、バンチャくんの声）
- 燈の守り人 灯台音声ガイド 千葉県銚子市 犬吠埼灯台（2023年）[130]
- 東北電力CM『エネルギーの未来に挑む 上越火力篇』（2024年[146]）

### ラジオ
※はインターネット配信。
- 阿座上洋平&市川太一のいただきラジオ!（2017年、音泉※[147]）
- 6-シックス-のゲラゲラジオ（2019年 - 、音泉※[148]）
- 6-シックス-のゲラゲラジオ 出張版!6喜利（2020年 - 、ゲラゲラファンアプリ※[149]）
- あんさんぶるスターズ!!『ALKALOID』&『Crazy:B』のラジオスクエア!!（2019年11月29日 - 2020年11月27日、音泉※[150]）
- MAN TWO MONTH RADIO 週刊・阿座上洋平を作る（2021年、AG-ON Premium※・超!A&G+※）[151]

### Webドラマ
- ＃声だけ天使 第1話（2018年、声優 役）

### テレビ番組
※はインターネット配信。
- TVアニメ「クロムクロ」ニコニコ生放送〜推して参る!〜（2016年、ニコニコ生放送※）
- ピアシェ〜俺たちのフルコース〜（2016年 - 2017年、ニコニコ生放送※）

### その他コンテンツ
※はインターネット配信。
- 石井竜也コンサートツアー2018「-陣 JIN-」（2018年、秋月堂一角の声）
- 仮面ライダージオウ ファイナルステージ（2019年9月29日、10月5日、12日、13日、仮面ライダー1号〈THE FIRST〉の声）
- 『スーパーロボット大戦DD』TVCM -配信中編- 30秒Ver.（2019年）
- 舞台『新サクラ大戦 the Stage』（2020年11月、神山誠十郎の声[152][153]）
- DAZNドキュメンタリー「2020 GIANTS -INSIDE-」「2021 GIANTS -INSIDE-」「2022 GIANTS -INSIDE-」（ナレーション）
- あじととも。（2020年9月14日、-絆- on Stage 2020※[154]）
- あじととも。&しげ。（2020年12月26日、-絆- on Stage 2020※[155]）
- オールナイト声優フジ -ALLNIGHT SAY YOU FUJI-（2021年、フジテレビTWO[156]）
- 短編オムニバス映画 GEMNIBUS vol.1『ゴジラ VS メガロ』（2024年[157]）

## ディスコグラフィ

### キャラクターソング
| 発売日         | 商品名                                                       | 歌 | 楽曲                                                           | 備考                                                          |
| -------------- | ------------------------------------------------------------ | --- | -------------------------------------------------------------- | ------------------------------------------------------------- |
| 2017年3月1日   | 本日のとびきりBuono!                                         | 本日のシェフ | 「本日のとびきりBuono!」                                       | テレビアニメ『ピアシェ〜私のイタリアン〜』エンディングテーマ  |
| 2017年3月1日   | 本日のとびきりBuono!                                         | 北原マロ（米内佑希）、近野桐秀（阿座上洋平）、折木衛（八代拓） | 「非科学的ケミストリー」                                       | テレビアニメ『ピアシェ〜私のイタリアン〜』関連曲              |
| 2019年11月6日  | GETUP! GETLIVE! Steam Rising                                 | 上原淳也（花江夏樹）、東沢楓（西山宏太朗）、町田瀬那（豊永利行）、大野虎之助（石川界人）、喜多見蓮（阿座上洋平）、狛江一馬（熊谷健太郎）                                         | 「GETUP! GETLIVE!」                                            | 『GETUP! GETLIVE!』テーマソング                               |
| 2020年1月29日  | あんさんぶるスターズ!! ユニットソングCD Crazy:B              | Crazy:B | 「Crazy Roulette」 「Be The Party Bee!」 「RISKY VENUS」       | ゲーム『あんさんぶるスターズ!!』関連曲                        |
| 2020年7月24日  | 春夏秋冬、宵の宴                                             | 越乃寒梅（高橋広樹）、玉乃光（新井良平）、澤乃井（松風雅也）、金亀（竹本英史）、れいざん（阿座上洋平）、出羽桜（三浦祥朗）、國稀（高城元気）、獺祭（猪股慧士）                   | 「春夏秋冬、宵の宴」                                           | 『神酒ノ尊-ミキノミコト-』テーマソング                        |
| 2020年8月26日  | BRAND NEW STARS!!                                            | ESオールスターズ | 「BRAND NEW STARS!!」                                          | ゲーム『あんさんぶるスターズ!!』主題歌                        |
| 2020年8月26日  | BRAND NEW STARS!!                                            | ESオールスターズ | 「Walk with your smile」                                       | ゲーム『あんさんぶるスターズ!!』関連曲                        |
| 2020年12月16日 | 神神化身-Dance and Music for KAMI- 闇夜衆 舞奏曲集・壱       | 舞奏社 | 「円環之歌」                                                   | 『神神化身』関連曲                                            |
| 2020年12月16日 | 神神化身-Dance and Music for KAMI- 闇夜衆 舞奏曲集・壱       | 闇夜衆 | 「円環之歌」 「月ノ花」                                        | 『神神化身』関連曲                                            |
| 2020年12月23日 | あんさんぶるスターズ!! ESアイドルソング season1 Crazy:B      | Crazy:B | 「Honeycomb Summer」 「PARANOIA STREET」 「BRAND NEW STARS!!」 | ゲーム『あんさんぶるスターズ!!』関連曲                        |
| 2021年6月23日  | FUSIONIC STARS!!                                             | ESオールスターズ | 「FUSIONIC STARS!!」                                           | ゲーム『あんさんぶるスターズ!!』関連曲                        |
| 2021年6月23日  | FUSIONIC STARS!!                                             | フラタニティ | 「エンドレスヴィーデ」                                         | ゲーム『あんさんぶるスターズ!!』関連曲                        |
| 2021年7月14日  | あんさんぶるスターズ!! ESアイドルソング season2 Crazy:B      | Crazy:B | 「指先のアリアドネ」 「Noisy:Beep」                            | ゲーム『あんさんぶるスターズ!!』関連曲                        |
| 2021年8月18日  | STATION IDOL LATCH! 01                                       | 戸成綾 / 日暮里（山口智広）、高良摩利央 / 御徒町（阿座上洋平） | 「Two as One?」                                                | 『STATION IDOL LATCH!』関連曲                                 |
| 2021年9月15日  | GETUP! GETLIVE! For seasoning                                | 上原淳也（花江夏樹）、東沢楓（西山宏太朗）、町田瀬那（豊永利行）、大野虎之助（石川界人）、喜多見蓮（阿座上洋平）、狛江一馬（熊谷健太郎）、早島雷（天﨑滉平）、早島央（梶原岳人） | 「OWARAI BANZAI」                                              | 『GETUP! GETLIVE!』テーマソング                               |
| 2021年10月6日  | 神神化身-Dance and Music for KAMI- 闇夜衆 舞奏曲集・弐       | 萬燈夜帳（阿座上洋平） | 「Vilnius」                                                    | 『神神化身』関連曲                                            |
| 2022年1月26日  | Do the thing                                                 | StrelitziA | 「Do the thing」 「現在-IMA-」                                 | 『Live us』関連曲                                             |
| 2022年3月9日   | あんさんぶるスターズ!! FUSION UNIT SERIES 07 Crazy:B × 2wink | Crazy:B、2wink | 「LEMON SQUASH CHEERS!」                                       | ゲーム『あんさんぶるスターズ!!』関連曲                        |
| 2022年3月9日   | あんさんぶるスターズ!! FUSION UNIT SERIES 07 Crazy:B × 2wink | Crazy:B | 「FUSIONIC STARS!!」                                           | ゲーム『あんさんぶるスターズ!!』関連曲                        |
| 2022年8月17日  | HAPPINESS for ALL                                            | Cgrass | 「HAPPINESS for ALL」                                          | テレビアニメ『神クズ☆アイドル』挿入歌                         |
| 2022年8月17日  | HAPPINESS for ALL                                            | Cgrass | 「INNOCENT STORY」                                             | テレビアニメ『神クズ☆アイドル』関連曲                         |
| 2023年12月20日 | 青春☆ワチャゴナドゥ / BYE×BYE GAME                           | フッド（阿座上洋平）、ピーター（榊原優希） | 「BYE×BYE GAME」                                               | テレビアニメ『ビックリメン』関連曲                            |
| 2024年3月6日   | ババーンと推参！バーンブレイバーン/双炎の肖像                | イサミ・アオ（鈴木崚汰）、ルイス・スミス（阿座上洋平） | 「双炎の肖像」                                                 | テレビアニメ『勇気爆発バーンブレイバーン』エンディングテーマ  |
| 2024年4月3日   | TVアニメ「スナックバス江」Cover Song Correction              | 山田（阿座上洋平）、風間（福島潤） | 「サバイバル」                                                 | テレビアニメ『スナックバス江』エンディングテーマ              |
| 2024年4月3日   | TVアニメ「スナックバス江」Cover Song Correction              | 山田（阿座上洋平）、明美（高橋李依） | 「目を閉じておいでよ」                                         | テレビアニメ『スナックバス江』エンディングテーマ              |
| 2024年6月26日  | BRAND NEW STARS!!                                            | ESオールスターズ | 「BRAND NEW STARS!!」 「Walk with your smile」                 | ゲーム『あんさんぶるスターズ!!』関連曲                        |
| 2024年6月26日  | FUSIONIC STARS!!                                             | ESオールスターズ | 「FUSIONIC STARS!!」                                           | ゲーム『あんさんぶるスターズ!!』関連曲                        |
| 2025年7月23日  | 美男高校地球防衛部ハイカラ！ OP&ED                           | 蛮華羅新鋭隊 | 「残光 in your eyes」                                          | テレビアニメ『美男高校地球防衛部ハイカラ!』エンディングテーマ |
| 2025年8月27日  | 我ら蛮華羅新鋭隊！                                           | 乳頭左門（阿座上洋平） | 「某」                                                         | テレビアニメ『美男高校地球防衛部ハイカラ!』関連曲             |